# Creagrutus atrisignum
Creagrutus atrisignum är en fiskart som beskrevs av Myers 1927. Creagrutus atrisignum ingår i släktet Creagrutus och familjen Characidae. Inga underarter finns listade i Catalogue of Life.